# یواس‌اس بلترامی (ای‌کی-۱۶۲)
یواس‌اس بلترامی (ای‌کی-۱۶۲) (به انگلیسی: USS Beltrami (AK-162)) یک کشتی بود که طول آن ۳۸۸ فوت ۸ اینچ (۱۱۸٫۴۷ متر) بود. این کشتی در سال ۱۹۴۴ ساخته شد.